# Evangelikalizmus
Az evangelikalizmus (vagy evangelikál mozgalom, evangéliumi keresztyénség) egy keresztény mozgalom és teológiai irány a protestantizmuson belül.
Az evangelikál vagy evangéliumi kifejezést sokszor az egész protestáns kereszténységre kiterjesztik, az általunk használt kifejezés azonban ennél szűkebb. A nemzeti egyházi pietizmus és a szabad egyházak újraébredését jelöli, ami 1966 óta  – főként Billy Graham ösztönzésére – világméretű mozgalommá fejlődött. Egy olyan mozgalomról van szó, amely a hit, illetőleg a személyesen megtapasztalt üdvösség továbbközvetítésének együttes bemutatásának szükségszerűségét egyesíti.
Az ökumenikus mozgalom értelmében vett egyházegyesítés helyett a hívek testvéri imádkozásra, egymás kölcsönös építésére és diakonikus valamint misszionárius tevékenységre gyűlnek össze. Arra törekszenek, hogy a megmerevedett kereszténységet felébresszék, a nem keresztény világot pedig evangelizálják. A hitvalló evangelikálisok ezentúl kritikát fogalmaznak meg az egyetemen tanított teológia és az egyházak ökumenikus tanácsa ellen. 

## Etimológia
Hozzávetőlegesen 1966-ban németesítették „evangelikal”-ként az angol „evangelical” szót, ami az evangélikus felekezet megjelölésére szolgált, de a 18. század óta megkapta a John Wesley-től kiindult mozgalom „ébredési”, valamint „pietista” jelentését. A nemzeti egyházi pietizmus és szabad egyházak újraébredését akarja jelölni. 
A szó azt jelenti, hogy „visszatérés az evangéliumhoz”, és a protestáns kereszténység meghatározó kifejezésévé vált, amely a bibliai hűséghez tartozónak tekinti magát, így elválik a liberális teológiától és a szekularizmustól.

## Történet
A kifejezés olyan kimondottan angolszász irányzatra utal, amely egészen a 18. századi protestáns ébredési mozgalmakig, illetve a 19. század elején lezajlott második nagy ébredésig vezethető vissza. A mozgalom korai alapítói és fő alakjai között szerepelt Nicolaus Zinzendorf, George Fox, John Wesley, George Whitefield, Jonathan Edwards.
A 19. század végére az evangelikál teológia egyet jelentett az angolszász teológia főbb áramlataival. A század végére azonban, főleg a bibliakritika és a darwinizmus hatására a teológiai liberalizmus lépett a helyébe.
A 20. század elején az USA-ban kemény küzdelem folyt a főbb protestáns felekezetekért, melyből többnyire a liberalizmus került ki győztesen. Az evangelikalizmus mindinkább visszavonult a közélettől, bezárkózott a szeparatizmus, a fundamentalizmus vagy a túlvilági pietizmus gettójába.
Az 1940-es években ez a helyzet jelentősen megváltozott mind Nagy-Britanniában, mind az USA-ban. 1943-ban megalakult a London Bible College (Bibliai Főiskola), azzal a céllal, hogy a legmagasabb tudományos színvonalat képviselje. 1944-ben a brit evangelikálok Cambridge-ben létrehozták a Tyndale Ház bibliakutató központot. Ötven év leforgása alatt az evangéliumi hívők nemhogy bekerültek a bibliakutatás főáramába, hanem a legjelesebb egyetemeken kaptak kinevezéseket. Nagy Britanniában a 20. sz. végén az evangélikálok alkották a protestáns templomba járók többségét.
Napjainkban az evangéliumi keresztyénség világszerte a Krisztus-hit egyik legsikeresebb formája, jóllehet hatása nagyjában-egészében az angolszász világra korlátozódik. A Gallup Intézet közvélemény kutatásai szerint a 21. század elején az összes amerikai felnőtt mintegy harmada vagy fele vallja magát evangéliumi keresztyénnek.

## Jellemzők
Az evangelikalizmus legfontosabb jellemzői ezek:
- A Biblia szó szerinti inspirációjának és abszolút tekintélyének hangsúlyozása a hit és az élet vonatkozásában. Nagy figyelmet fordítanak a Bibliára mint erkölcsi hatóságra és annak vitathatatlan tekintélyére.
- Az apostolikum megrövidítetlen krisztológiájának vallása. Krisztus halálának és feltámadásának hangsúlyozása, aki a megtestesült Isten és Úr, s a bűnös emberiség megváltója.
- Az objektív megváltás helyett a szubjektív megváltás kiemelése. Személyes megtérés szükséges (keresztény újjászületés)
- A vallás hirdetésére és terjesztésére való hajlam. Az evangelizációnak mind az egyén, mind a közösség számára elsődlegesnek kell lennie.[10]

A keresztény történész professzor, David Bebbington ezt a négy szempontot így nevezte el: konvertizmus (megtérésközpontúság), aktivizmus, biblicizmus, keresztközpontúság, és azt mondta, hogy ezek „Együtt alkotnak egy négyszöget azokról a prioritásokról, amelyek az evangelikalizmus alapjai”.
- A Szentlélek erejéből a megszentelődés szükségszerűsége az imádkozás, a Biblia tanulmányozása és a szeretetszolgálat révén.
- A valóban hívőkből álló "Jézus közösségének" megkülönböztetése az egyház látható intézményétől
- Intenzív eszkatologikus várakozás

## Irányzatok
A mozgalom irányzatai :
- fundamentalisták (a Biblia abszolút tévedhetetlensége)
- hitvalló evangelikálok (a Szentíráshoz, valamint a reformáció hitvallási irataihoz és azok szentségfelfogásához való hűség)
- neo-evangelikálok (a bibliai hit új felismerések segítségével történő közvetítése)
- radikális evangelikálok (a Hegyi beszéd-nek való engedelmesség megkövetelése, pacifizmus)
- karizmatikus evangelikálok (a lelki keresztség, a lelki adottságok gyakorlása)

## Fordítás
Ez a szócikk részben vagy egészben  az   Evangelicalism című angol Wikipédia-szócikk ezen változatának fordításán alapul.  Az eredeti cikk szerkesztőit annak laptörténete sorolja fel. Ez a jelzés csupán a megfogalmazás eredetét és a szerzői jogokat jelzi, nem szolgál a cikkben szereplő információk forrásmegjelöléseként.